# Егоров, Иван Ильич
Ива́н Ильи́ч Его́ров (22 февраля 1949, Пезмучаш, Волжский район, Марийская АССР, РСФСР, СССР) — марийский советский и российский деятель культуры, дирижёр, композитор. Дирижёр-постановщик первого марийского мюзикла «Гончар в медвежьей шкуре» («Марийский сувенир») В. Алексеева. Художественный руководитель, директор Марийского театра оперы и балеты имени Э. Сапаева (1992—2001), директор Марийской государственной филармонии имени Я. Эшпая (2007—2017). Заслуженный деятель искусств Российской Федерации (1998). Заслуженный артист Марийской АССР (1988). Лауреат Государственной премии Республики Марий Эл (2005).

## Биография
Родился 22 февраля 1949 года в деревне Пезмучаш Волжского района Марийской АССР в марийской крестьянской семье.
В 1963 году окончил Больше-Карамасскую 7-летнюю школу в родном районе, в 1969 году — Йошкар-Олинское музыкальное училище имени И. С. Палантая (по классу виолончели), а в 1974 году — Академию музыки имени Гнесиных (виолончель, класс профессора А. П. Стогорского).
С 1975 года — концертмейстер группы виолончелей, с 1980 года — дирижёр, с 1992 года — художественный руководитель, в 1999—2001 годах — директор Марийского театра оперы и балеты имени Э. Сапаева.
В 2007— 2017 годах — директор Марийской государственной филармонии имени Я. Эшпая.
В настоящее время живёт и работает в г. Йошкар-Оле — столице Марий Эл.

## Музыкальная деятельность
После стажировки в Москве в 1989 году был переведён на должность дирижёра в Марийском театре оперы и балеты имени Э. Сапаева, постепенно переходя от более простых произведений к более сложным.
В дирижёрском репертуаре И. И. Егорова — многие оперные, балетные спектакли, оперетты. Является дирижёром-постановщиком 1 марийского мюзикла «Гончар в медвежьей шкуре» В. Алексеева.
Для новой постановки балета «Лесная легенда» по разрешению композитора А. Б. Луппова создал новую музыкальную партитуру, в которой скомпилирована музыка из трёх балетов композитора — «Лесная легенда», «Прерванный праздник» и «Замок Шереметева».
С 1975 года известен и как автор музыки к спектаклям, радио- и телепостановкам, инструментальных произведений и популярных песен — «Каче-влак» («Женихи»), «Ший памаш» («Серебряный родник»), «Элнет» и др. С 2005 года началась его творческая дружба с композитором А. Эшпаем, и под руководством И. Егорова прошли творческие вечера композитора, включающие в себя исполнение не только его произведений, но его отца — Я. Эшпая, а также других марийских композиторов.
По его инициативе в ноябре 1994 года Марийскому театра оперы и балеты имени было присвоено имя композитора, автора первой марийской оперы «Акпатыр» Э. Сапаева.
Является членом жюри ряда конкурсов, в том числе регионального этапа Международного фестиваля-конкурса национальной патриотической песни имени И. Д. Кобзона «Красная гвоздика».
В 1988 году стал заслуженным артистом Марийской АССР, а в 1998 году за заслуги в области искусства присвоено почётное звание «Заслуженный деятель искусств Российской Федерации». В 2005 году стал лауреатом Государственной премии Республики Марий Эл. Является лауреатом Международной общественной премии «Виват, Маэстро!».

## Основные постановки
Список основных постановок дирижёра И. И. Егорова:

### Балеты
- «Тщетная предосторожность» П. Гертель
- «12 стульев» Г. Гладков
- «Жизель» А. Адан
- «Лебединое озеро» П. Чайковский (2003)
- «Лесная легенда» А. Луппов (2005)
- «Сон в летнюю ночь» Ф. Мендельсон (2005)
- «Спартак — триумф Рима» А. Хачатурян (2007)
- «Щелкунчик» П. Чайковский (2009)
- «Баядерка» Л. Минкуса (2009)
- «Эсмеральда» Ц. Пуни (2011)

### Оперы
- «Иоланта» П. Чайковский
- «Севильский цирюльник» Дж. Россини
- «Акпатыр» Э. Сапаев

### Оперетты
- «Королева чардаша», «Баядера», «Фиалка Монмартра», «Марица» И. Кальман
- «Фраскита» и «Весёлая вдова» Ф. Легар
- «Летучая мышь» И. Штраус
- «В поисках невест» Г. Мовсесян
- «Севастопольский вальс» К. Листов
- «Девичий переполох» Ю. Милютин
- «Женихи» И. Дунаевский

## Музыкальные сказки
- «Ох, уж этот Царь Горох» А. Дериев (2006)

### Мюзиклы
- «Гончар в медвежьей шкуре» («Марийский сувенир») В. Алексеев

## Признание
- Заслуженный деятель искусств Российской Федерации (26 января 1998)[1][2] — за заслуги в области искусства[17]
- Заслуженный артист Марийской АССР (1988)[1][2][6]
- Государственная премия Республики Марий Эл (2005)[1][2][6]
- Международная общественная премия «Виват, Маэстро!»[16]
- Почётная грамота Верховного Совета Марийской АССР (1981)[1][2]